# Adam Struzik

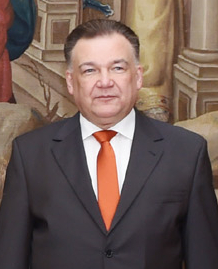
Adam Struzik (2015)

Adam Krzysztof Struzik (* 1. Januar 1957 in Kutno) ist ein polnischer Politiker (ZSL, PSL). Der Arzt und Gesundheitsmanager gehörte von 1991 bis 2001 dem Senat der Republik Polen an und war 1993 bis 1997 Senatsmarschall und ist seit 2001 Woiwodschaftsmarschall der Woiwodschaft Masowien.

## Leben und Beruf
Struzik absolvierte ein Medizinstudium an der Medizinischen Akademie in Łódź im Fachgebiet Innere Medizin sowie zwei Aufbaustudiengänge in der Ökonomik des Gesundheitswesens und öffentlicher Verwaltung an der Universität Warschau. 
1990 bis 1997 war er Direktor der Woiwodschaftskrankenhauses in Płock. Er ist ferner Vorstandsmitglied in der Vereinigung der Freiwilligen Feuerwehr in Polen. 

## Politik
Struzik war seit 1984 Mitglied der Blockpartei Zjednoczone Stronnictwo Ludowe (ZSL), für die er von 1984 bis 1988 dem Gemeinderat von Nowy Duninów und anschließend dem der Gmina Gąbin angehörte, und seit 1990 deren Nachfolgepartei Polskie Stronnictwo Ludowe (PSL). Für diese wurde er in den Sejmik der Woiwodschaft Płock gewählt. In den Jahren 1991 bis 2001 gehörte er drei Legislaturperioden dem Senat der Republik Polen an, in dem er 1993 bis 1997 den Vorsitz innehatte. 2001 wurde er nicht erneut in den Senat gewählt. Seit 1998 gehört er dem Sejmik der neugebildeten Woiwodschaft Masowien an und ist dort seit 2001 Woiwodschaftsmarschall. Seit 2004 gehört er dem Europäischen Ausschuss der Regionen an. Bei der Parlamentswahl 2007 wurde er in den Sejm gewählt. Er nahm das Mandat jedoch nicht an. Bei den Selbstverwaltungswahlen 2010 kandidierte er für das Amt des Stadtpräsidenten von Płock, verpasste mit 10,9 % der Stimmen aber den Einzug in die Stichwahl. Bei der Sejmwahl 2011 und der Europawahl 2014 kandidierte er jeweils erfolglos.

## Auszeichnungen
2004 erhielt er das Ritterkreuz und 2010 das Offizierskreuz des Ordens Polonia Restituta. Des Weiteren wurde er 1996 Großoffizier des französischen Ordre national du Mérite und wurde mit dem griechischen Ehrenorden ausgezeichnet. 2009 wurde er Kommandeur des belgischen Leopoldsordens. Am 5. Juli 2023 wurde Struzik in der Landesvertretung des Landes Sachsen-Anhalt in Brüssel durch Ministerpräsident Haseloff der Verdienstorden des Landes Sachsen-Anhalt verliehen. Geehrt wurde Struzik für seine großen Verdienste um die deutsch-polnischen Beziehungen und für sein Engagement im Hinblick auf die Partnerschaft zwischen der Wojewodschaft Masowien und dem Land Sachsen-Anhalt.